# صوت روسيا
إذاعة صوت روسيا كانت الإذاعة الدولية للحكومة الروسية من 1993 حتى 2014، حينما أعيد تنظيمها تحت اسم راديو سبوتنك.

## بداية البث
بدأت الإذاعة بث برامجها في التاسع والعشرين من أكتوبر عام 1929م. وتقوم الحكومة الروسية بتمويل عمل هذه الإذاعة التي يشرف عليها رئيس وهيئة تحرير يدخل في عدادها مدراء الخدمات الإذاعية
وإذاعة صوت روسيا تقوم بممارسة نشاطها وعملها وفق ميثاقها الخاص الذي أقرته الحكومة. ويعمل الصحفيون فيها بشكل مستقل
والمهمة الرئيسية للإذاعة هي تعريف المجتمع الدولي بحياة روسيا، وتقديم لوحة واقعية لما يجري في البلاد من أحداث وتقريبها إلى المستمعين من اجل فهمها والتعرف عليها بشكل أقرب، تبث الإذاعة برامجها إلى جانب اللغة الروسية بإحدى وثلاثين لغة بما فيها اللغة العربية وتقوم أيضا ببث ثلاثمائة وأربعين برنامجا يقوم بتقديم المعلومات عن مختلف جوانب الحياة في روسيا. ويقوم المستمعون في أكثر من مئة وستين بلدا بمراسلة الإذاعة مستخدمين في ذلك وسائل الاتصال التقليدية، وكذلك الوسائل الحديثة بما فيها الإمكانات الكبيرة لشبكة الإنترنت الواسعة.

## وصلات خارجية
- الموقع الرسمي لإذاعة صوت روسيا باللغة العربية